# Nemoura babiagorensis
Nemoura babiagorensis är en bäcksländeart som beskrevs av Sowa 1964. Nemoura babiagorensis ingår i släktet Nemoura och familjen kryssbäcksländor. Inga underarter finns listade i Catalogue of Life.